# Matutidae
Matutidae (лат.) — семейство крабов. Приспособлены для плавания или рытья. Они отличаются от плавучих крабов семейства Portunidae тем, что у них все четыре пары ног уплощены, а не только последняя пара, как у Portunidae. Matutidae — агрессивные хищники.

## Таксономия
Традиционно этот таксон содержал единственный род Matuta и считался подсемейством Calappidae. Теперь это семейство, включающее шесть родов (четыре существующих и два ископаемых). Несмотря на то, что они помещены в надсемейство Calappoidea, не очевидно, что Matutidae и Calappidae тесно связаны.
- Ashtoret Galil & P. F. Clark, 1994
- † Eomatuta De Angeli & Marchiori, 2009
- Izanami Galil & P. F. Clark, 1994
- Matuta Weber, 1795
- Mebeli Galil & P. F. Clark, 1994
- † Szaboa Müller & Galil, 1998

### Ископаемые формы
Род Szaboa известен из венгерских отложений эпохи среднего миоцена. Род Eomatuta был описан из среднего эоцена в Италии в 2009 году. Ископаемые представители рода Ashtoret были найдены в миоценовых отложениях Японии.

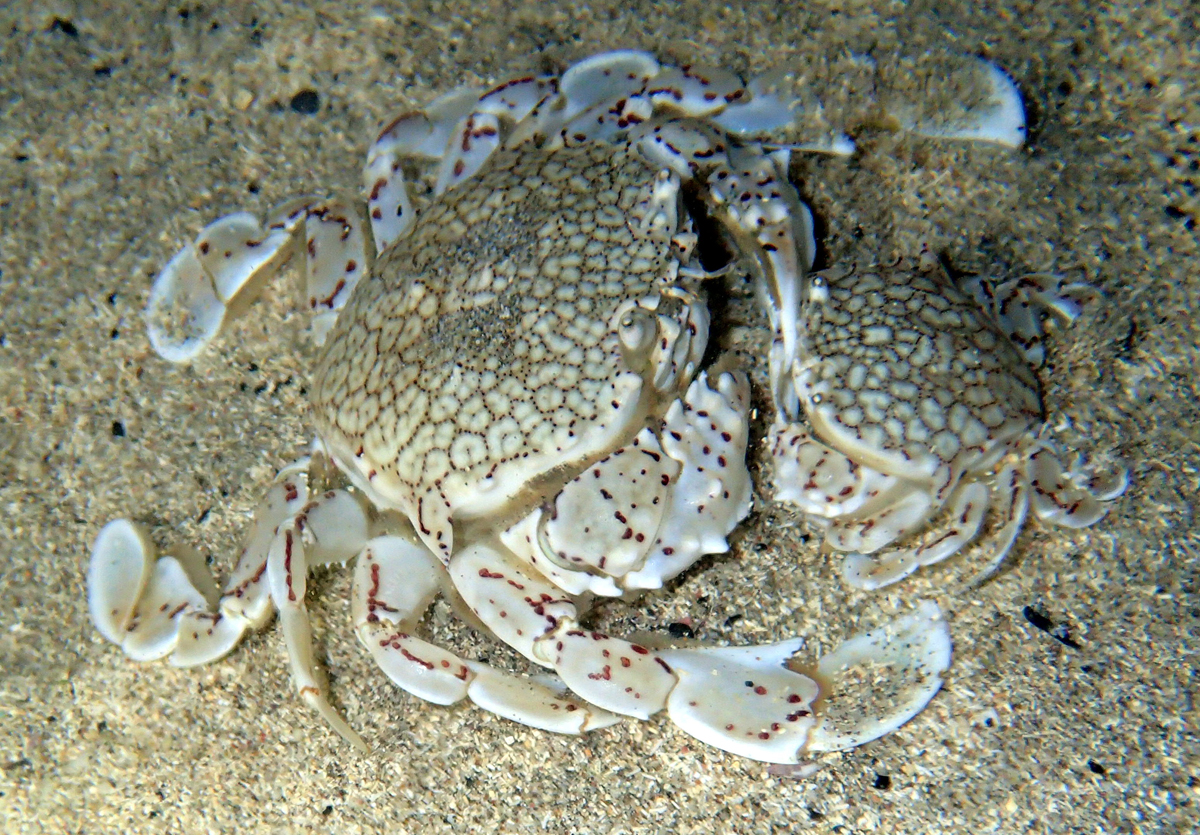
Ashtoret picta
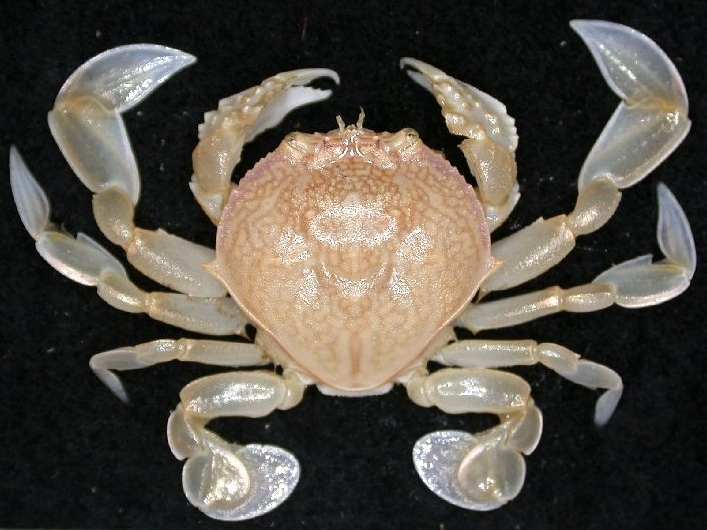
Izanami curtispina
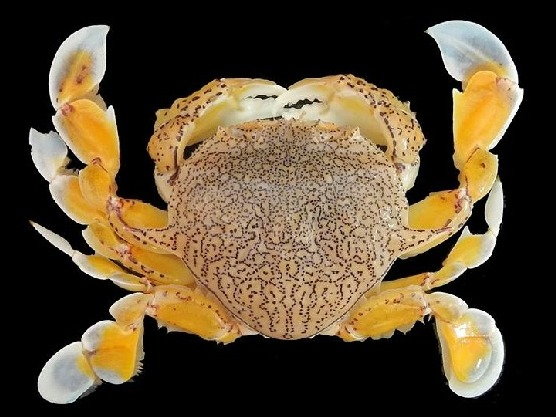
Matuta planipes